# Kinnarumma kyrka
För den tidigare kyrkan, som flyttats till Ramnaparken, se Ramnakyrkan.
Kinnarumma kyrka är en kyrkobyggnad i Kinnarumma i södra delen av Borås kommun. Den tillhör Kinnarumma församling, från 2018 i Skara stift (tidigare Göteborgs stift).

## Tidigare kyrkor
- Tidigare fanns på platsen en träkyrka som troligen var uppförd på 1600-talet. Den kyrkan monterades ned 1908 och flyttades till Ramnaparken i Borås, där den återuppfördes och fick namnet Ramnakyrkan.
- Då 1600-talskyrkan revs, påträffades under golvet ett stort antal plankor, som troligen har tillhört en ännu tidigare stavkyrka. Bland de 45 byggnadsdelerna finns väggplankor, portalplankor, golvplankor samt en hörnplanka och en med vinkelformig utskärning. Allt utom golvplankorna är av ek. En dendrokronologisk analys visar att kyrkan bör ha uppförts på 1130-talet. Materialet förvaras i Statens historiska museum.[1]
- En kyrka i tegel uppfördes åren 1904-1907 efter ritningar av arkitekt Adrian C. Peterson. Den visade sig vara tekniskt undermålig och revs 1942.

## Nuvarande kyrkobyggnad
Nuvarande kyrka uppfördes 1940 efter ritningar av arkitekt Sigfrid Ericson. Den ingår i en grupp om tre med samma formspråk som Ericson ritade. De andra två är Skene kyrka (1919-1922) och Nissaströms kyrka (1939-1940). Kyrkorna har långhus och torn och kan ge intrycket att de är ombyggda medeltidskyrkor. Man har använt naturmaterial och influenser från tidigare århundraden — främst 1700-talet. Fasaderna är vitputsade. De har alla rikt utformade tornspiror. 
Kinnarumma kyrka har en stomme av sten och består av långhus med smalare kor i öster och torn i väster. Norr om koret finns en vidbyggd sakristia.

## Inventarier
- Altarprydnaden har målats av Gunnar Torhamn och motivet är Instiftelsen av den heliga nattvarden.
- En lokal konstnär har utfört två träskupturer som föreställer apostlarna Petrus och Paulus.

## Galleri

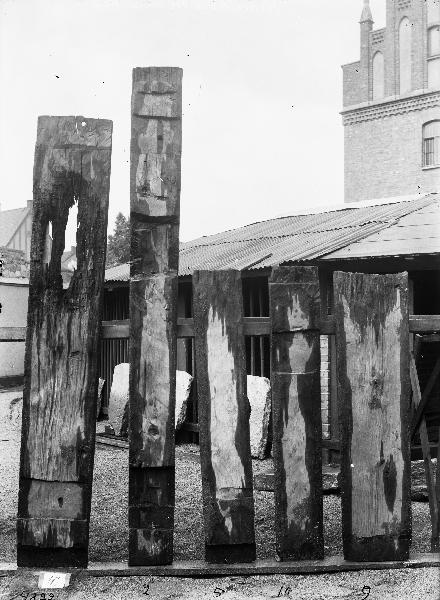
Bjälkar från Kinnarumma stavkyrka
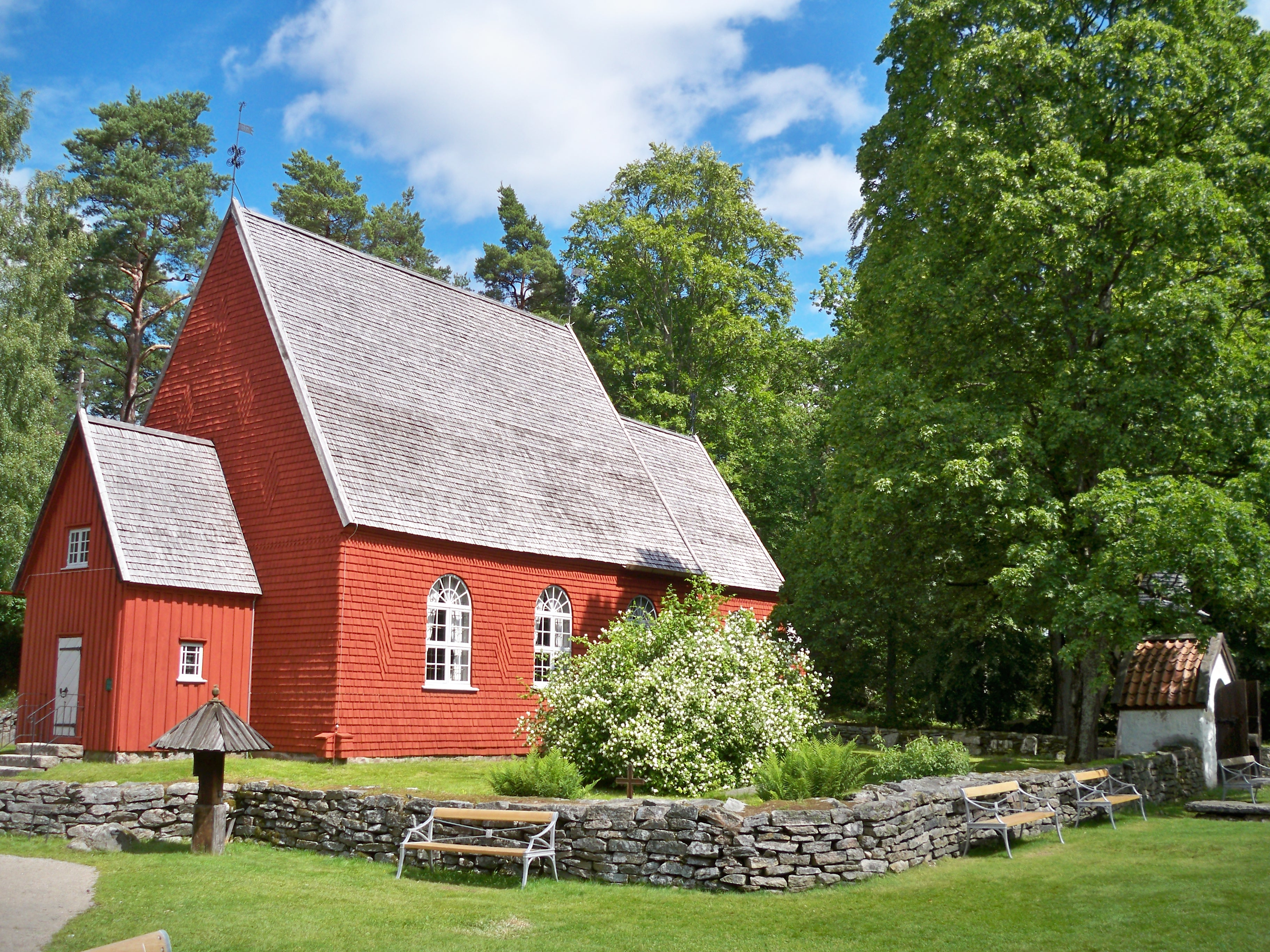
Kinnarumma 1600-talskyrka, numer Ramnakyrkan